# Стрежештій-де-Сус
Стрежештій-де-Сус (рум. Strejeștii de Sus) — село у повіті Олт в Румунії. Входить до складу комуни Стрежешть.
Село розташоване на відстані 148 км на захід від Бухареста, 16 км на північний захід від Слатіни, 40 км на північний схід від Крайови.

## Населення
За даними перепису населення 2002 року у селі проживали 1825 осіб, усі — румуни. Усі жителі села рідною мовою назвали румунську.